# Boris Filtjikov
Boris Pavlovitj Filtjikov (ryska: Бори́с Па́влович Фи́льчиков, Borís Pávlovitj Fíltjikov), född 3 augusti 1918, död 15 januari 2006 i Moskva, var en sovjetisk och rysk ljudtekniker.
Han medverkade i skapandet av ungefär 500 sovjetiska och ryska tecknade filmer (till exempel Igelkotten i dimman år 1975) och i dubbningen av utländska tecknade filmer och långfilmer.

## Filmografi (urval)
- 1956 – Sockerkakan
- 1962 – Vildsvanarna
- 1973 – Haren och räven
- 1974 – Hägern och tranan
- 1975 – Igelkotten i dimman
- 1976 – Trollhästen
- 1977 – Vasilisa den kloka
- 1978 – På äventyr i Prostokvasien
- 1979 – Bilder ur en barndom
- 1980 – Semester i Prostokvasien
- 1981 – Tredje planetens hemlighet
- 1982 – Vargen som sjöng
- 1983 – Drutten i skolan
- 1983 – Lejonet och oxen
- 1984 – Sagan om tsar Saltan
- 1984 – Zima v Prostokvasjino
- 1987 – Martynko